# Мерке (станційне селище)
Мерке́ (каз. Меркі) — станційне селище у складі Меркенського району Жамбильської області Казахстану. Входить до складу Ойтальського сільського округу.
Населення — 6575 осіб (2021; 5597 у 2009, 4916 у 1999).